# Smecz (sport)
Smecz, ścięcie  – (z ang. smash) nigdy w siatkówce, za to w badmintonie, tenisie stołowym i ziemnym rodzaj zagrania polegający na uderzeniu w piłkę (piłeczkę) tak, by nadać jej znaczną prędkość, rotację i trudny do obrony kierunek lotu. Jest stosowany jako przeciwśrodek wobec lobów.
Za wynalazców smecza w tenisie uznaje się Brytyjczyków – braci Williama i Ernesta Renshawów.